# Gare d’Urt
Gare d'Urt – stacja kolejowa w Urt, w departamencie Pireneje Atlantyckie, w regionie Nowa Akwitania, we Francji. Znajduje się na linii Tuluza-Bajonna.

## Historia
Kolej w Urt pojawiła się w roku 1862, ale działalność rozpoczęła w 1864 roku. Liczba pasażerów szybko rosła (9733 pasażerów w 1866 roku, 14 195 w 1868 r.). Zatrzymywały się tu wszystkie pociągi. 
Ruch kolejowy gwałtownie spadał: w roku 1956 było tylko cztery pociągi, dwa w 1997 r. [Urt 4]. Przewozy zamknięto w 1987 r., sprzedaż biletów w 1989 r. W 1997 roku istniało jedno połączenie dziennie, wzrosło ponownie do siedmiu pociągów w dni powszednie w 2010 r.
| Urt                                 |  |         |
| Linia Tuluza - Bajonna (304,945 km) |  |         |
| Peyrehorade                         |  | Bayonne |